# しっぽまでアンコ!
『しっぽまでアンコ!』は、1989年5月から同年6月まで関西テレビで毎週月曜 - 金曜 17:00 - 18:00に放送されていたバラエティ番組。

## 概要
1989年4月から同時間帯で放送されていた『5時からテレビ』がわずか1か月で終了し、テーマトーク中心の内容からバラエティへと戻す形で本番組がスタートした。『素敵!KEI-SHU5』時代から司会を務めていた圭・修に東野幸治が加わり、さらに村上ショージや桂小枝などがレギュラーに加わった。一発ギャグ対決もあった。
しかしこのリニューアルも失敗し、番組は2か月で打ち切られた。番組の終了後、同時間帯は一時テレビドラマの再放送枠に置き換えられたが、それから3か月後の1989年10月に後継番組の『○爆ワイド』がスタートした。
| 関西テレビ 平日17時台                   | 関西テレビ 平日17時台                       | 関西テレビ 平日17時台                    |
| 前番組                                  | 番組名                                      | 次番組                                   |
| --------------------------------------- | ------------------------------------------- | ---------------------------------------- |
| 5時からテレビ （1989年4月 - 1989年5月） | しっぽまでアンコ! （1989年5月 - 1989年6月） | ドラマ再放送枠 （1989年7月 - 1989年9月） |